# 内厩寮
内厩寮（ないきゅうりょう）とは、律令制において奈良時代後期に設置された令外官の一つ。天平神護元年2月（766年）設置。

## 概要
宮廷の厩のことを司どり、頭（従五位上・助（正六位下）・大允（正七位下）・少允（従七位上）・大属（従八位上）・少属（従八位下）各1名よりなる。これは左右馬寮の場合と全く同じである。
ただ官人の補任記事を読み解くと、宝亀年間から延暦年間まで「頭」は多くが近衛府の中将（員外中将）・少将が兼任しており、その他のものも衛府の要職を経験しており、位階は官位相当を超えたものだったようである。恐らく近衛府・中衛府・外衛府の成立に応じて、内廷の武備をかため、儀容を整えるためのものであったようである。
職掌として、内廷の馬を扱うものだったようで、
1. 『本朝事始』（『伊呂波字類抄』より）…宝亀6年正月7日（775年）の宴に青馬を進上した。
2. 太政官符の神護景雲2年正月28日（768年）格（三代格式弘仁3年12月8日（813年）太政官符より）…内厩寮解として信濃国牧主当伊那郡大領金刺舎人八麿の解。
3. 九条本『延喜式』墨文書の宝亀4年2月25日（773年）太政官符案…摂津職から内厩寮あてに、調銭で交易された乾燥した土地1000囲が進上されている。
4. 『続日本紀』延暦元年7月（782年）…雷雨によって、内厩寮の馬2疋が落雷で死亡[3]。

2より 、内厩寮が信濃国に牧を所有し、馬を貢上させていたことが分かり、これが勅旨牧につながっていると考えられている。
3より、相当数の馬中央で飼育されていたことがわかる。
内厩寮成立後も左右馬寮は存続するが、宝亀10年（779年）以降の任命記事（正月王（むつきおう））はなくなり、天応元年（781年）からは主馬寮の記事がかわりに現れる（伊勢老人）。その後、内厩寮は『日本後紀』延暦25年正月（806年）の坂上石津麻呂が頭に、主馬寮は4月の藤原山人が権助に任命されたのをもって現れなくなる。大同3年6月（808年）には左右馬頭として、藤原清主・坂上石津麻呂の任命記事があり、この時にその役割を終え、主馬寮とともに再編されて、9世紀初めには廃止されたものと推定される、と亀田隆之は述べている。